# Dark Horse (조지 해리슨의 음반)
| 전문가 평가                   | 전문가 평가 |
| 평가 점수                     | 평가 점수   |
| 출처                          | 점수        |
| ----------------------------- | ----------- |
| AllMusic                      | [ 1 ]       |
| Blender                       | [ 2 ]       |
| Christgau's Record Guide      | C–          |
| Mojo                          | [ 4 ]       |
| MusicHound Rock               | 3.5/5       |
| Music Story                   | [ 6 ]       |
| The Rolling Stone Album Guide | [ 7 ]       |
| Uncut                         | [ 8 ]       |

《Dark Horse》는 1974년 12월 9일, 애플 레코드에 발매된 영국의 싱어송라이터 조지 해리슨의 다섯 번째 스튜디오 음반이다. 《Dark Horse》는 발매될 예정이었지만 해리슨이 11월과 12월에 인도의 고전 음악가 라비 샹카르와 무대에 섰던 논란이 많은 북미 투어와 관련이 있다. 이것은 비틀즈의 한 멤버가 1966년 이후 처음으로 미국 순회공연을 한 후 해리슨이 리허설 중에 후두염에 걸리며 일부 음악 비평가들이 샹카르에게 매우 영향력 있는 리뷰를 선택하는 것과 함께 이어졌다.
《Dark Horse》는 해리슨의 사생활에서 오랜 격변의 기간 동안 쓰여졌고, 그가 다크 호스 레코드의 설립과 같은 비즈니스 이슈에 많은 에너지를 쏟았을 때 녹음되었다. 작가 사이먼 렝은 해리슨의 첫 부인 패티 보이드와의 결별과 그의 전작의 영적 확신에서 일시적으로 탈퇴한 것에 초점을 맞추고 있기 때문에 이 앨범을 "음악 연속극, 록 라이프 익살, 부부 싸움, 잃어버린 우정, 자기 의심"이라고 부른다.
이 음반에는 톰 스콧, 빌리 프레스턴, 윌리 윅스, 앤디 뉴마크, 짐 켈트너, 링고 스타, 게리 라이트, 로니 우드 등 게스트 뮤지션들이 총출동했으며, 두 개의 히트 싱글곡인 〈Dark Horse〉와 〈Ding Dong, Ding Dong〉을 제작했다. 이 음반은 해리슨이 펑크와 소울의 음악 장르를 향해 나아가는 것을 보여주었지만, 당시 다수의 비평가들로부터 좋은 반응을 얻지 못했다. 《Dark Horse》는 발매 며칠 만에 미국 음반 산업 협회에 의해 골드 인증을 받았으나, 영국에서 차트를 하지 않은 해리슨의 첫 솔로 음반이 되었다. 이 표지는 톰 윌크스가 디자인한 것으로, 리버풀 연구소의 해리슨 시절의 학교 사진이 히말라야 풍경 위에 겹쳐져 있다. 이 음반은 《The Apple Years 1968–75》 해리슨 박스 세트의 일부로 2014년 9월 22일에 리마스터된 형태로 재발매되었다.

## 배경
조지 해리슨의 세 번째 스튜디오 음반은 비틀즈 해체 이후에 발표된 것으로, 해리슨이 1980년 자서전 《I, Me, Mine》에서 "가정적으로 좋지 않았던 한 해"라고 표현한 시기의 끝자락에 나왔다. 1973년 중반부터 패티 보이드와의 결혼 생활이 사실상 끝나면서 해리슨은 일에 몰두했으며, 특히 자신이 새롭게 설립한 음반사 다크 호스 레코드에 소속될 두 아티스트인 라비 샹카르와 그때까지 널리 알려지지 않았던 그룹 스플린터를 돕는 데 집중했다. 1973년부터 1974년까지는 비틀즈의 회사인 애플 코어와 관련된 사업 문제도 점점 고조되고 있었다. 해리슨, 존 레논, 링고 스타는 전 매니저 앨런 클라인과의 소송에 휘말렸으며, 클라인이 애플에서 해임되면서 1970년 12월, 폴 매카트니가 밴드의 법적 파트너십 해체를 위해 제기했던 소송이 마무리되는 데 기여하게 되었다. 애플 코어 산하 자회사들의 동시 정리가 진행되면서 여러 음악 및 영화 프로젝트가 위태로워졌다. 자신만의 음반사를 설립하기로 결심한 해리슨은 이제 샹카르의 음반 《Shankar Family & Friends》와 스플린터의 데뷔작 《The Place I Love》를 배급해 줄 음반사를 찾고 있었다. 이들 음반 대부분은 1973년 4월, 캘리포니아주에서 녹음되었다. 또 다른 영향을 받은 사업은 장편 영화 《리틀 맬컴》이었다. 해리슨은 이 애플 필름스 프로젝트의 총괄 프로듀서로서, 유럽 내 배급 계약을 성사시키기 위해 노력 중이었다.

## 커버 아트
LP의 게이트폴드 커버 디자인은 톰 윌크스의 공로를 인정받았으며, 비틀즈의 오랜 친구이자 해리슨의 프리어 파크의 원래 부동산 매니저였던 테리 도란의 사진이 포함되어 있다. 1987년 인터뷰에서 해리슨은 전면 커버의 콘셉트와 초기 디자인이 자신의 작품이라고 말했다. 커버 이미지는 비틀즈의 《Sgt. Pepper's Lonely Hearts Club Band》 음반의 일부를 떠올리게 하며, 《몬티 파이튼의 비행 서커스》에서 테리 길리엄의 애니메이션에 대한 해리슨의 감탄을 반영하고 있다.

## 발매
《Dark Horse》는 1974년 12월 9일, 미국 (애플 SMAS 3418)에서 발매되었으며, 투어의 3분의 2를 차지했다. 리드 싱글이 〈Ding Dong, Ding Dong〉이었던 영국에서는 12월 20일 (애플 카탈로그 번호 PAS 10008)에 음반 발매가 이루어졌다. 영국에서는 투어의 마지막 공연인 뉴욕 매디슨 스퀘어 가든에서 발매가 이루어졌다. 이 날은 해리슨과 폴 매카트니가 비틀즈 파트너십을 최종적으로 해체하기 위해 "비틀즈 협정"으로 알려진, 법적 문서에 서명한 다음 날 플라자 호텔에서 이루어졌다.

## 곡 목록
모든 곡들은 특별한 언급이 없는 한 조지 해리슨에 의해 작사/작곡하였다.
| #  | 제목                         | 작사·작곡                                    | 재생 시간 |
| -- | ---------------------------- | -------------------------------------------- | --------- |
| 1. | 〈Hari's on Tour (Express)〉 |                                              | 4:43      |
| 2. | 〈Simply Shady〉             |                                              | 4:38      |
| 3. | 〈So Sad〉                   |                                              | 5:00      |
| 4. | 〈Bye Bye Love〉             | 펠리스 브라이언트, 부들로 브라이언트, 해리슨 | 4:08      |
| 5. | 〈Māya Love〉                |                                              | 4:24      |

| #  | 제목                             | 작사·작곡         | 재생 시간 |
| -- | -------------------------------- | ----------------- | --------- |
| 1. | 〈Ding Dong, Ding Dong〉         |                   | 3:40      |
| 2. | 〈Dark Horse〉                   |                   | 3:54      |
| 3. | 〈Far East Man〉                 | 해리슨, 로니 우드 | 5:52      |
| 4. | 〈It Is 'He' (Jai Sri Krishna)〉 |                   | 4:50      |